# Rhachosaundersia boliviana
Rhachosaundersia boliviana là một loài ruồi trong họ Tachinidae.